# CHALLENGER
『CHALLENGER』（チャレンジャー）は、2021年4月28日にLAPONEエンタテインメントから発売された、日本の男性アイドルグループ・JO1の3枚目となるシングル。

## リリースまでの経緯
2021年1月上旬、「CHALLENGER」のリリース準備の為渡韓。元々非公表での渡韓であったものの、メンバーである河野純喜の友人のインスタグラムのストーリーにて『韓国合宿頑張ってこい』とのメッセージが綴られていた事が議論となり、所属事務所がコメントをする事となった。JO1全員での渡韓は「PROTOSTAR」のリリース準備以来である。
2月20日、JO1として2021年初となるオンラインライブ「JO1 Live Streaming Concert 『STARLIGHT DELUXE』」にて、メンバー自らが3rdシングルの発売日を発表した。
3月5日、アーティスト写真、ジャケット写真が公開された。「JO1、未知の世界へ踏み出す」をコンセプトに3パターンが展開されている。
3月24日、アルバム発売に先立ち、表題曲『Born To Be Wild』のミュージック・ビデオが19:00に世界同時公開された。その翌日の0:00には表題曲と、『伝えられるなら』の2曲が各種音楽サービスにて配信された。
4月17日、タワーレコードと連携し、アルバムのタワーレコード限定セットを予約、観覧応募した人全員をオンラインショーケースイベントに招待。
4月27日、リリース日前日、タワーレコードとの発売記念キャンペーンを実施。
4月28日、アルバムをリリース。それを記念し、YouTubeでも記念生配信が18:00から行われた。

## プロモーション
4月27日から「タワラブ!」と「JO1×TOWER RECORDS」の2パターンのコラボポスターを制作及び張り出しをし、それぞれメンバーのサインが入ったポスターを抽選でプレゼントし、限定44店舗で告知タペストリーを掲示するプロモーションを行った。
また、TOWER RECORDS CAFEとのコラボカフェを期間限定で開催。「CHALLENGER」に収録されている楽曲をイメージしたコラボメニューを選び、メンバーがセレクトしたトッピングを追加して自由にカスタマイズできる仕様になっていた。コラボカフェ開催直前、開催期間中に誕生日を迎えた大平祥生、金城碧海の誕生日限定メニューも登場した。またそれだけでなくオフィシャルグッズの販売、コラボグッズの抽選も行った。
メンバーが故郷に訪問し、地元でのプロモーションに力を入れる動きも見られた。

## ビジュアル
今回のアルバムでは河野純喜が初のセンターを務めている。今回のCHALLENGERの活動における髪色としては、センターの河野純喜は赤色、白岩瑠姫がピンク色、川尻蓮は薄紫色、鶴房汐恩は青色、金城碧海、木全翔也、川西拓実はブラウン、大平祥生はオレンジ、與那城奨、豆原一成、佐藤景瑚は黒髪である。
衣装のスタイリングはシングルの形態に対応した3種類が存在し、それぞれ出演番組、雑誌、インタビューなどでランダムに使い分けている。

## 表題曲
作詞作曲編曲全てに韓国の音楽プロデューサー軍団である「13」のSCOREとMegatoneが参加しており、レトロファンクスタイルのベースラインとリズムをメインに構成された一曲となっており、不安や恐れ、そして期待を抱きながら新しい世界に一歩踏み出す挑戦をテーマにした楽曲になっている。
SCOREとMegatoneは表題曲の他にも、収録曲の『Speed of Light』にも作詞作曲編曲に参加しており、以前リリースした『The STAR』の一部の曲にも参加している。
ミュージック・ビデオは韓国のアートディレクタークルーで、ATEEZやaespa、IUなどの様々なKPOPアーティストのミュージック・ビデオの製作経験がある、FLIPEVILが監督を務めている。未知の世界に対する期待感と漠然とした恐れを、華麗なパフォーマンスとシックなビジュアルで表現されており、照明も少し暗く、全体的にシックな雰囲気が演出されている。中でもバイクのアクセルをふかす動きをモチーフにした「ブンブンダンス」がポイントである。
ミュージックビデオの再生回数公約は304万回達成時はコスチュームバージョン、428万回達成時はパートスウィッチバージョン、1111万回再生時はスペシャルビデオとして、Born To Be Wildのライブバージョンが公開された。304万回はデビュー日である3月4日を、428万回は3rdシングルの発売日4月28日をそれぞれ示している。

## 収録曲
初回限定盤A - CD +DVD（特典映像：JO1 CHALLENGE)
1. Born To Be Wild (3:44)
作詞：SCORE(13), Megatone(13), J.rise, Yhanael/ 作曲：SCORE(13), Megatone(13)/ 編曲：SCORE(13), Megatone(13)[24][25][26]
  - ABC-MART×NIKE 「NIKE AIR MAX INFINITY2」TV・CF テーマソング[27]
  - ABCテレビ「芸能界常識チェック!〜トリニクって何の肉！?」5～6月エンディングテーマ[28]
2. Speed of Light (3:43)
作詞：SCORE(13), Megatone(13), HLB(13), Luke(13), YHANAEL / 作曲：SCORE(13), Megatone(13), HLB(13), Luke(13), SAVAGE HOUSE GANG / 編曲：SCORE(13), Megatone(13), SAVAGE HOUSE GANG[24][26]
3. Design (3:03)
作詞：Yohei / 作曲：Jung Hohyun(e.one), DONO / 編曲：Jung Hohyun(e.one)[29][30][31]
4. 伝えられるなら (3:03)
作詞：Ji Ye June, Jayins, Naiv, TEITO, STAINBOYS/ 作曲：Ji Ye June, Jayins, Naiv, TEITO/ 編曲：Ji Ye June, Jayins, Naiv, TEITO[32][33][34][35]
  - ネスレ日本 キットカット「伝えるだけで、キット、いい」CMソング[36]

初回限定盤B - CD+PHOTO BOOK
1. Born To Be Wild (3:44)
2. Get Inside Me (3:39)
作詞：Kebee, JONE(PAPERMAKER), Yohei / 訳詞：Mamixoxo / 作曲：Kebee, Tenzo, JONE(PAPERMAKER), $$AM / 編曲：$$AM, JONE(PAPERMAKER)[29][38][39][40]
3. Design (3:03)
4. 伝えられるなら (3:03)

通常盤
1. Born To Be Wild (3:44)
2. 君のまま (3:52)
作詞：大知正紘 / 作曲：田中隼人, 大知正紘 / 編曲：TEITO[34][42][43]
3. Design (3:03)
4. 伝えられるなら (3:03)

## チャート成績
オリコンチャート
- デイリーシングルランキング1位（4/28、4/29、4/30、5/1）[44][45][46][47]
- 5/10付シングルランキング1位。初週25.4万枚を売り上げ、3作連続で1位を記録。デビューシングルから3作連続での初週売上20万枚突破は史上12組目、男性アーティスト史上6組目となった[1]。

Billboard JAPAN週間シングル・セールス・チャート
- 初週売上枚数は289,433枚[注 1][48]。初動3日間で238,008枚を売り上げ、週後半で約5.1万枚セールスを伸ばした。

タワーレコード
- J-POPシングル ウィークリーTOP30で1位[注 1][49]。